# احمد پاسی
احمد پاسی یکی از بازیکنان فوتبال ایران است. این بازیکن در طول در دوران حضورش، در تیم‌های مختلفی من‌جمله ماشین‌سازی تبریز مشارکت داشته‌است.